# Direction régionale des Impôts

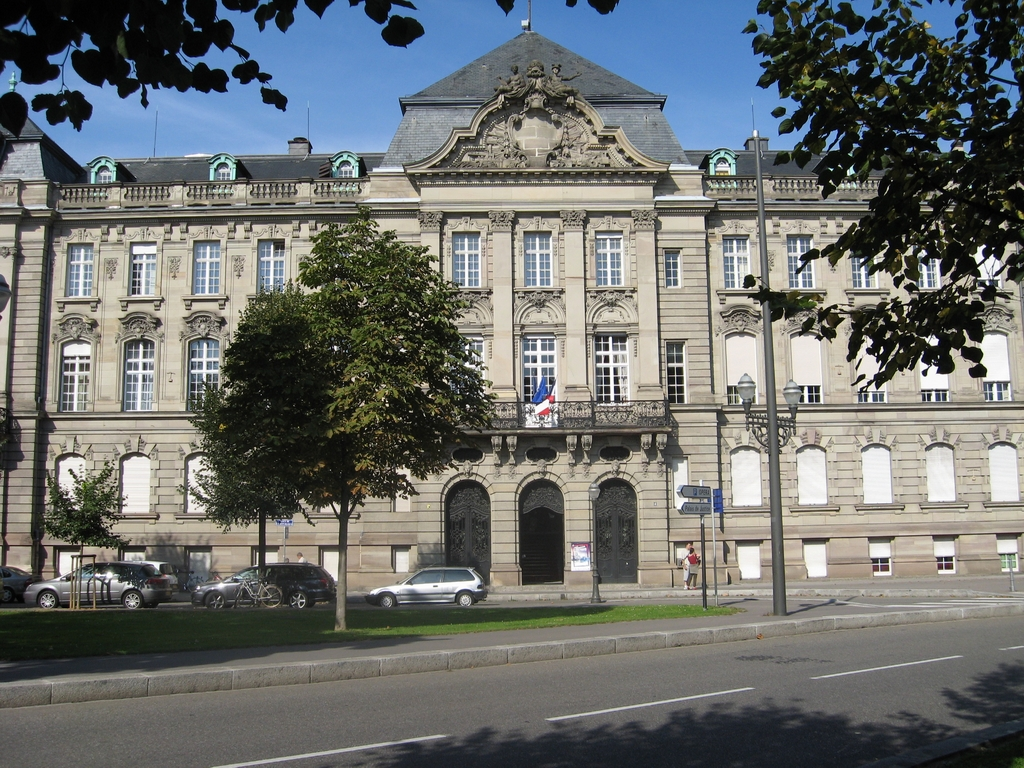
Hauptfassade des Gebäudes

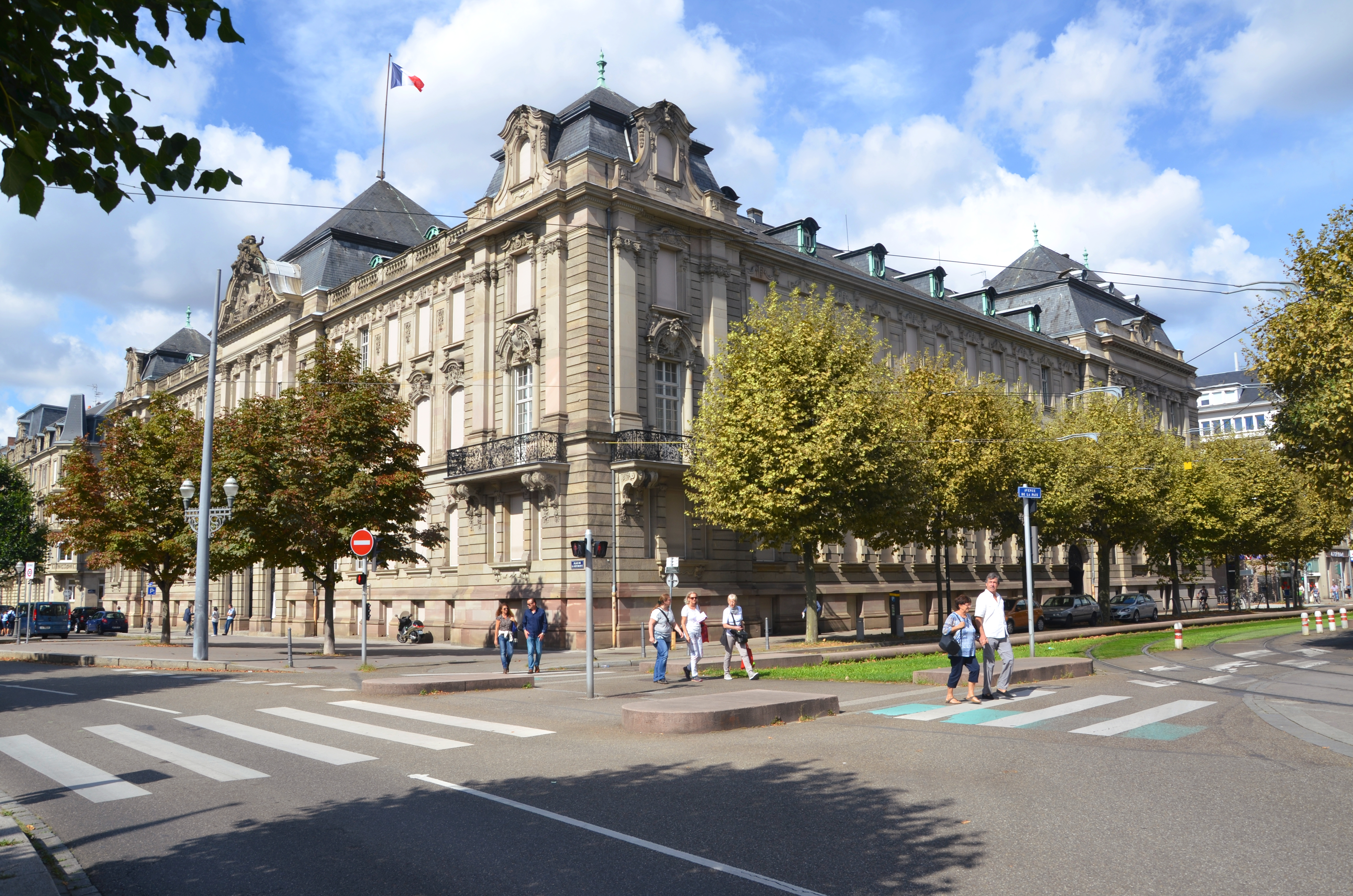
Gesamtansicht des Gebäudes

Das Gebäude der heutigen Direction régionale des Impôts (deutsch: Regionaldirektion für Steuern) wurde von 1899 bis 1902 errichtet und ist das vierte von fünf Gebäuden deutscher Monumentalarchitektur am Place de la République in Straßburg. Der Bau wurde von Ludwig Levy als erstes Ministerialgebäude der Verwaltung der Reichslande Elsaß-Lothringen am damaligen Kaiserplatz der elsässischen Hauptstadt entworfen.

## Lage
Das monumentale Ministerialgebäude nimmt die Nordwestseite des weitläufigen Place de la République („Kaiserplatz“) ein, jenseits der Avenue de la Paix erhebt sich an der Nordostseite ein vergleichbarer, etwas jüngerer Bau, der ebenfalls von Levy geplant wurde. Der Ende des 19. Jahrhunderts angelegte Platz bildet das Entrée zur Straßburger Neustadt, die in der Kaiserzeit angelegt wurde.

## Geschichte
Elf Jahre nach der Übernahme des Reichslandes Elsaß-Lothringen wurde 1882 am heutigen Standort der Präfektur ein provisorisches Gebäude für die Mitglieder der Landesausschusses errichtet. Mit seiner Fachwerksarchitektur ähnelte es einem „ländlichen Bahnhof“. Nachdem seit 1884 mit dem Bau des Kaiserpalastes die westliche Begrenzung des Platzes festgelegt war, riefen die Planer im Mai 1886 zum Wettbewerb für die Bebauung der Nordseite mit zwei repräsentativen Gebäuden für das Reichsamt für Elsaß-Lothringen auf. Gewinner war Baurat Ludwig Levy, Professor an der Großherzoglich Badischen Baugewerkeschule in Karlsruhe. Die Hauptfassade und die Ehrentreppe waren nochmals Gegenstand eines Architektenwettbewerbs, zu dem im April 1898 aufgerufen wurde. Unter den 16 vorgestellten Entwürfen wurden sechs prämiert. Der Entwurf Levys im neobarocken Stil wurde bestätigt. Der Bildhauer Johann Baptist Rieger führte die Skulpturen und Dekorationen aus, er hatte bereits an der Bibliothek gearbeitet. Für bronzene Putti, die im Treppenhaus die Lampen tragen, war Albert Muschweck (1857–1919) verantwortlich.
Von 1899 bis 1902 entstand zuerst dieses westliche Ministerialgebäude, das heute der regionalen Finanzverwaltung dient. Fünf Jahre später war der Baubeginn für das östliche Schwestergebäude, doch Levy starb im gleichen Jahr am 30. November 1907. Vollendet wurde jenes Bauwerk 1911 von Bauinspektor Schütz. Die Bombardierung Straßburgs im Zweiten Weltkrieg überstanden beide Bauten unbeschadet. In den Jahren 1996 und 2014 erfolgten bei der Finanzverwaltung Renovierungen der Dächer und am Balkon.
Am 5. September 1996 wurde das Gebäude in die Denkmalliste eingeschrieben. Seit 2017 ist es mit dem Ensemble der Straßburger Neustadt Teil des UNESCO-Weltkulturerbes.

## Monumentalarchitektur am Place de la République
- Palais du Rhin, ehemals Kaiserpalast, errichtet 1884–1889 durch Hermann Eggert
- Direction régionale des Impôts, ehemals Ministerialgebäude der Reichslande, errichtet 1899–1902 durch Ludwig Levy
- Préfecture administrative de la région Grand Est et du Bas-Rhin, ehemals Ministerialgebäude der Reichslande, errichtet 1907–1911 durch Ludwig Levy
- Bibliothèque nationale et universitaire de Strasbourg, ehemals Universitäts- und Landesbibliothek, errichtet 1889–1894 durch August Hartel und Skjøld Neckelmann
- Théâtre national de Strasbourg, ehemals Sitz des Landesausschusses, errichtet 1888–1892 durch August Hartel und Skjøld Neckelmann

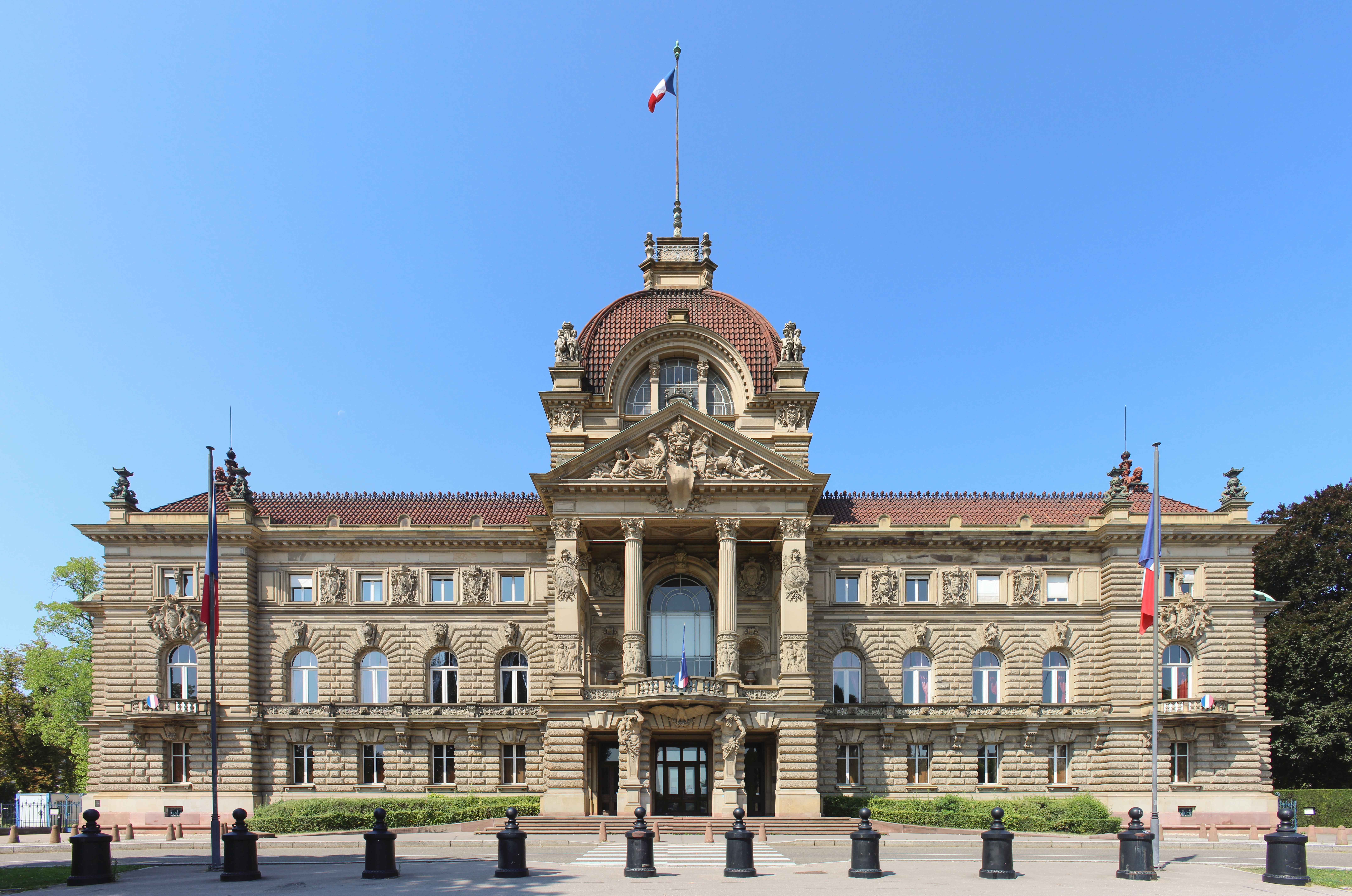
Palais du Rhin
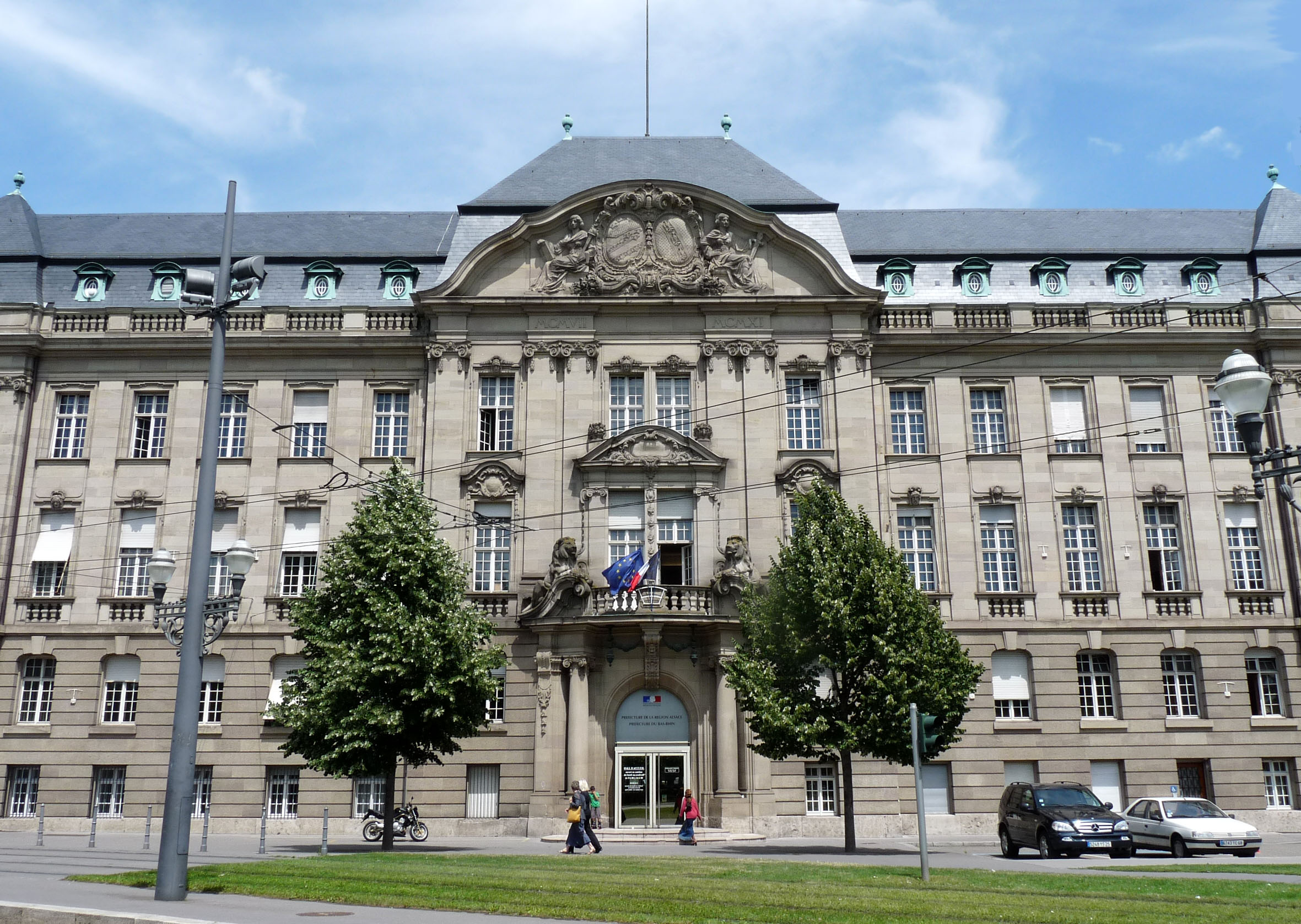
Teilansicht der Präfektur
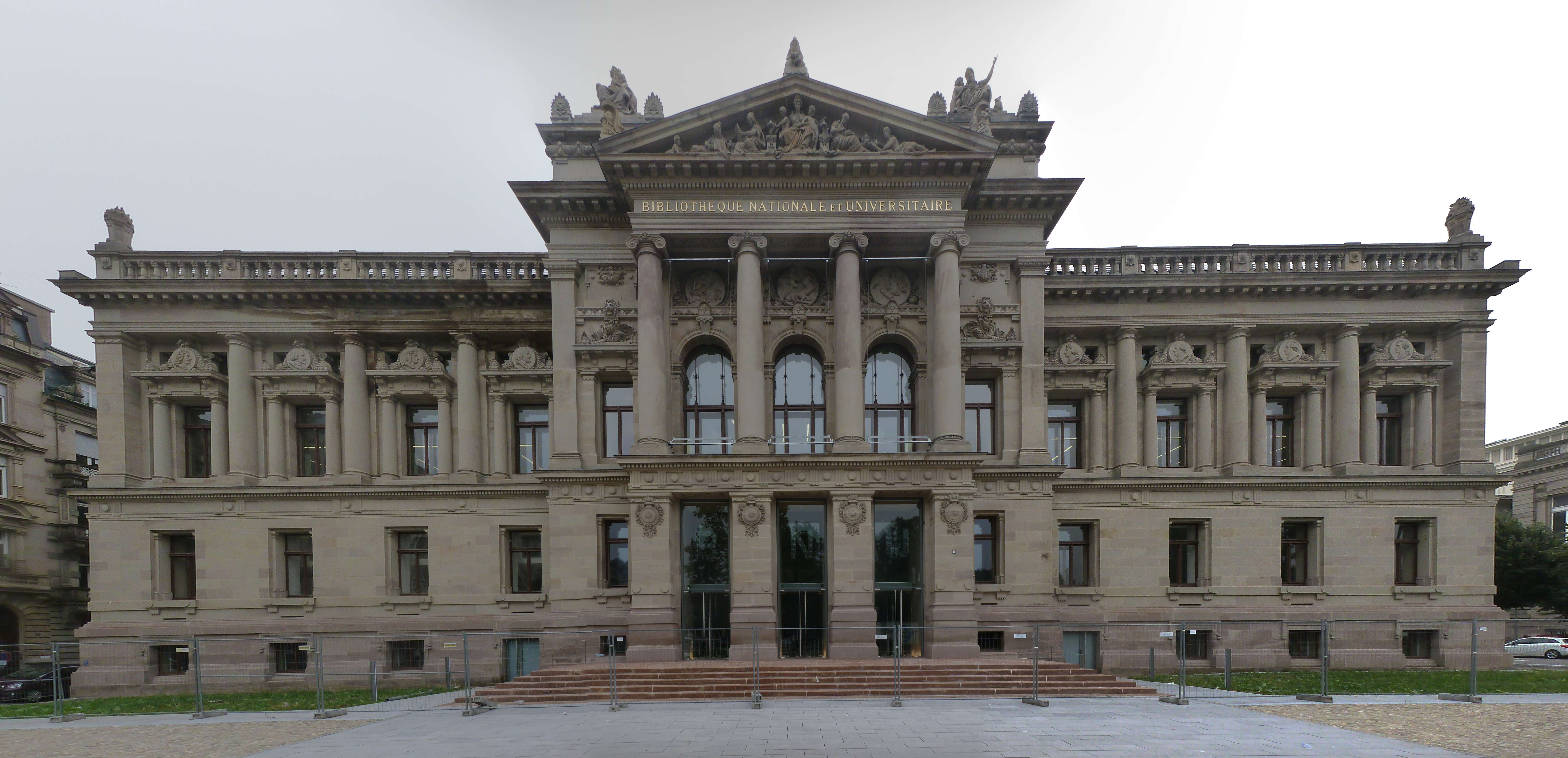
Bibliothèque nationale
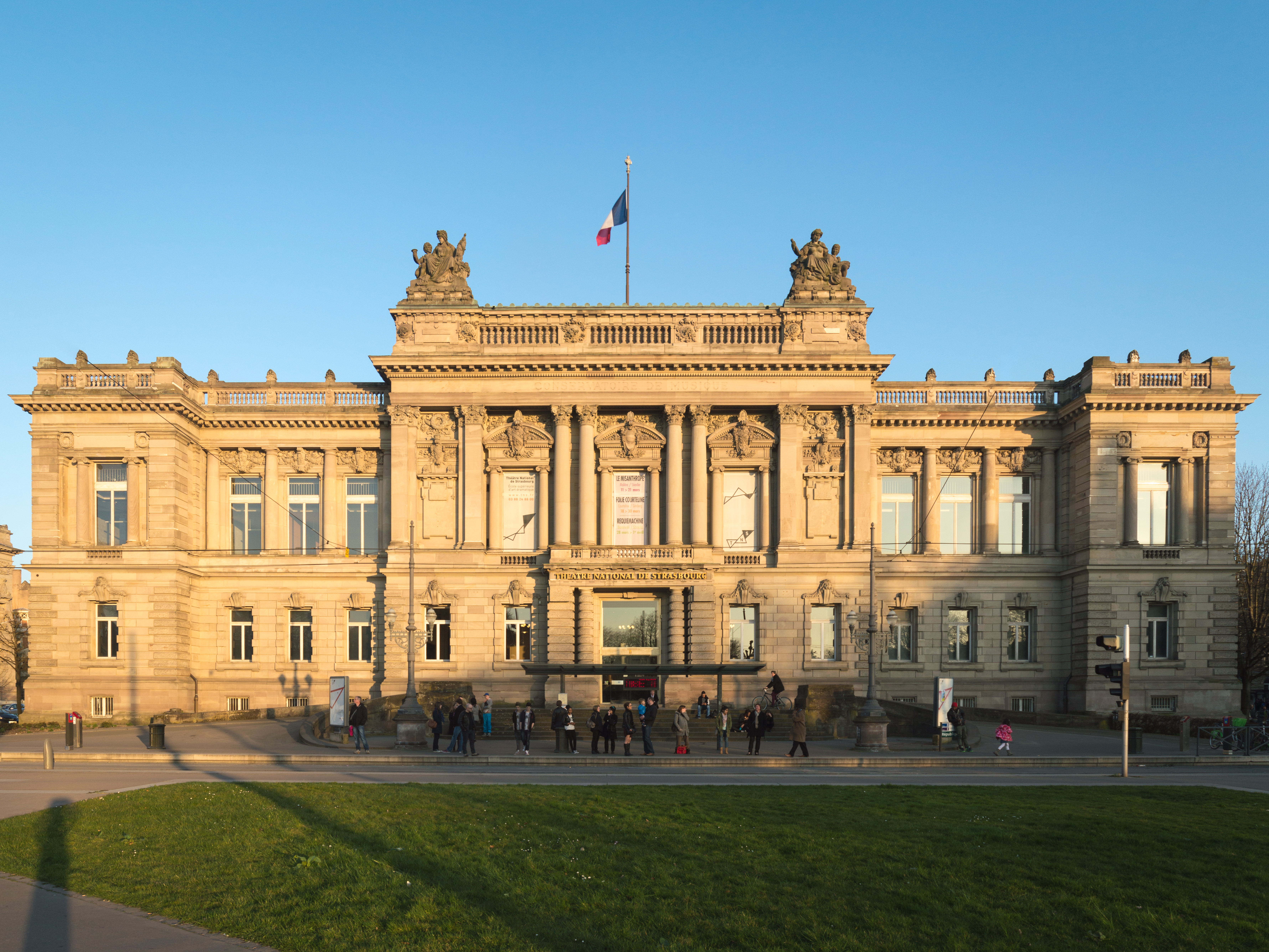
Théâtre national (TNS)